# Estadio Fray Honorato Pistoia
El Fray Honorato Pistoia es el estadio del  Centro Juventud Antoniana. Se encuentra ubicado en la ciudad de Salta, entre las calles Lerma, San Luis, Catamarca y La Rioja.
El pueblo antoniano ha presenciado en "El Santuario" grandes partidos disputados por Juventud a lo largo de su historia, como también los primeros títulos de la Liga Salteña de Fútbol,  Torneos Regionales, partidos del Campeonato Nacional, Copas Confraternidad, partidos de la Primera B Nacional, los dos títulos del Torneo Argentino A, varias goleadas a favor, y  copas amistosas,  entre otros muchos logros.

## Historia

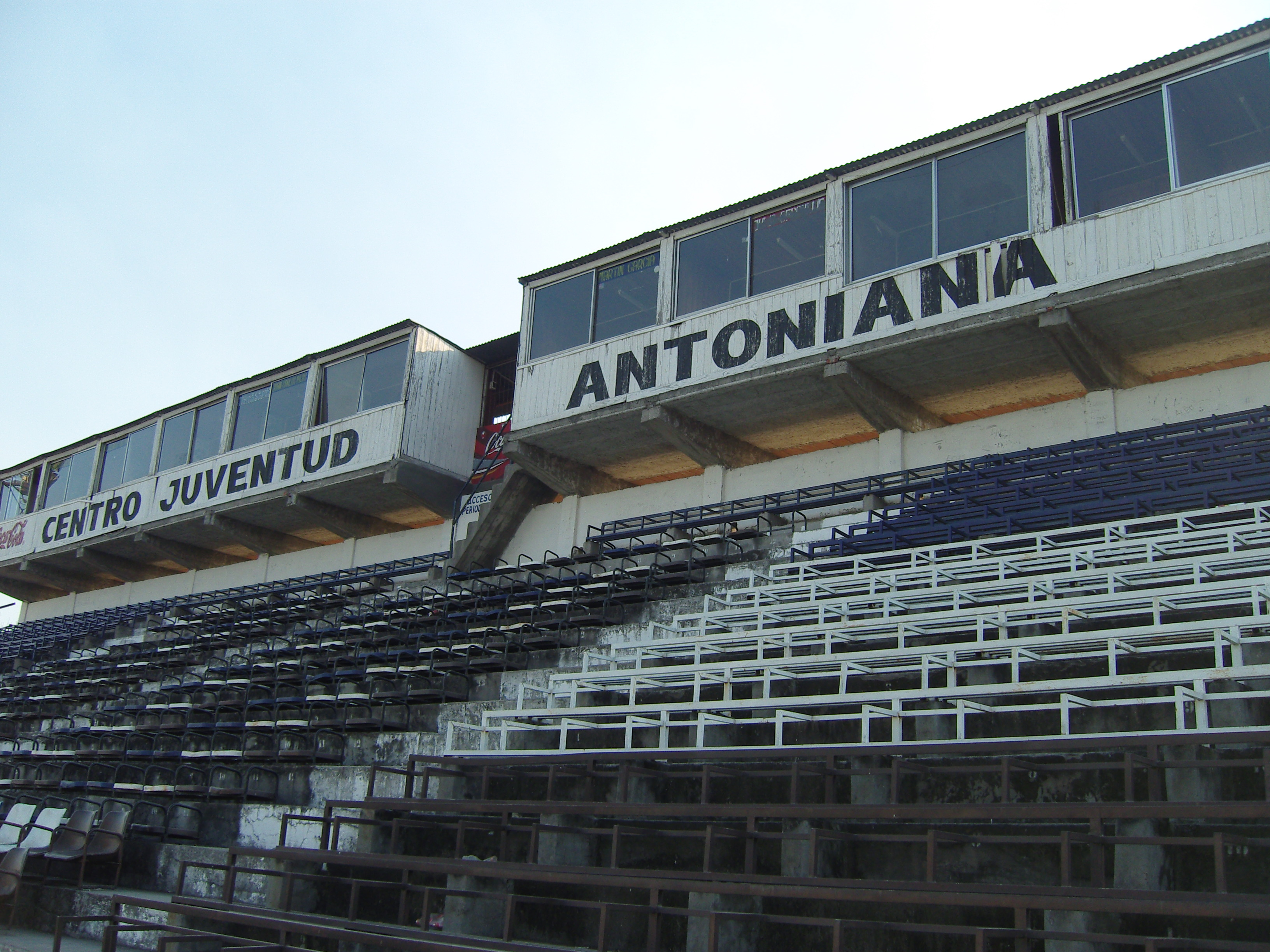
Foto de la platea del Estadio Fray Honorato Pistoia.

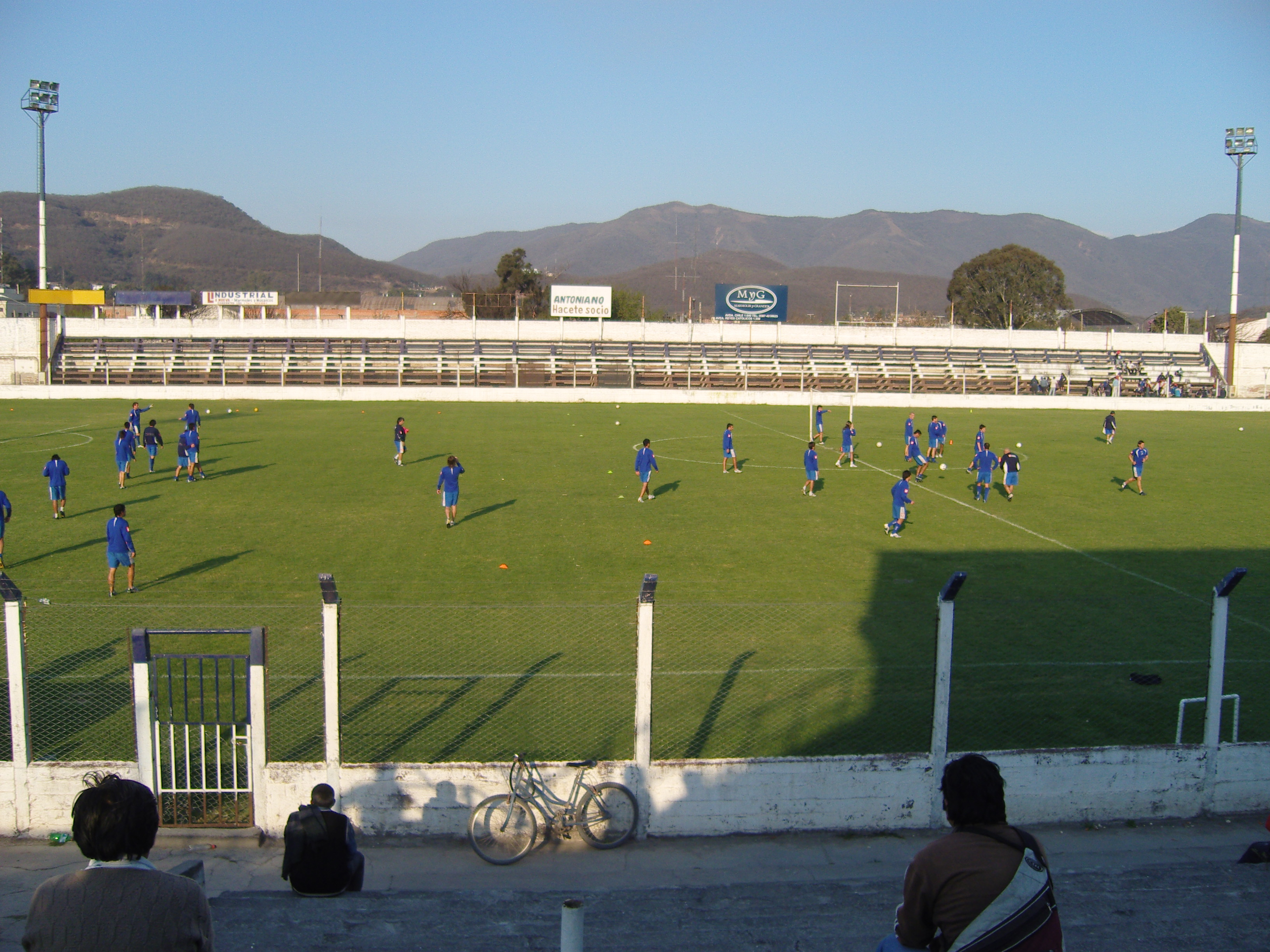
Tribunas de la Calle Catamarca.

En 1928 se consigue el actual terreno, una especie de desecho, atravesado por una acequia, que da lugar a la construcción del estadio en las afueras de la ciudad.El Ingeniero José Alfonso Peralta, presidente del Club, hizo alambrar el mismo y construir una tribuna. Se nombró a la construcción Basílica Mayor y fue inaugurada el 24 de mayo de 1931. Ese mismo día se organizó un partido contra Estudiantes de La Plata que el local ganó por 2 a 1.
Por el año 1967 la sede del Club se mudó a la Lerma al 600 y queda definitivamente instalado allí. 
En la década de los  70, se construyó parte de la platea y los vestuarios. En la década de los 90 se "cementizó" la popular de la calle San Luis y se terminaron de realizar obras complementarias como la iluminación.

## Origen del nombre
En 1947 llega desde Italia, Honorato Pistoia, un franciscano exiliado por la Segunda Guerra Mundial que encontró una forma de expresar su pasión sin las formalidades y burocracias de la Iglesia yendo a la cancha de Juventud. Su pasión era total, un fanático, un emblema, una bandera, un padre, tanto que luego de su fallecimiento en noviembre de 1987, en su honra el estadio Basílica Mayor pasó a llamarse Fray Honorato Pistoia.

## Capacidad y sectores
El Estadio Fray Honorato Pistoia cuenta con una capacidad aproximada a los 8000 espectadores, pero memoriosos comentan que el aforo llegó a los 12000 espectadores en dos ocasiones: Un partido por el Campeonato Nacional 1983 contra San Lorenzo de Almagro que se empató 1 a 1 (10/04/1983) y la final de la Primera B Nacional 1998/99 que también se empató 1 a 1 contra Chacarita Juniors.
El Estadio está dividido en cuatro sectores:
- 1. Plateas (Calle Lerma): Sector más importante del Estadio. Acá están las cabinas de transmisión y los palcos. Tiene butacas metálicas.
- 2. Preferencial (Calle Catamarca): Sector lateral del Estadio, frente a la Platea.
- 3. Popular (Calle San Luis): Tribuna popular local, nombrada Diego Armando Maradona, en honor al ídolo popular[1]
- 4. Popular (Calle La Rioja): Tribuna para el público visitante.